# Port lotniczy Debre Tabor
Port lotniczy Debre Tabor (kod IATA: DBT, kod ICAO: HADT) – etiopskie lotnisko obsługujące Debre Tabor.